# Икуменије Трикалски
Епископ Икуменије Трикалски ( грч. Οικουμενιος ) - епископ града Трикија у Тракији, богослов. Првобитно се сматрало да је писао око 990. године. Међутим, каснији научници датирају његов Коментар Откровоења у касни 6. или почетак 7. века.
Од њега остају тумачења на посланице апостола Павла и саборне посланице, на књигу Дела апостолских и на Откровење Јованово. Као егзегет, Икуменије следи углавном светога Јована Златоустог и других светих отаца, често укључујући опширне цитате из њихових списа у своја дела. Коментари Икуменија могу се сврстати у катене (скуп тумачења више светих отаца).
Према Сиксту из Сијене, написао је коментар на првих 8 књига Старог завета. Међутим, ово дело није сачувано.
Његов спомен нарочито се поштује у епархији Трикалској у Грчкој.
Православна црква помиње светог Икуменија 3.(16.) маја.